# Tylochromis polylepis
Tylochromis polylepis är en fiskart som först beskrevs av Boulenger, 1900.  Tylochromis polylepis ingår i släktet Tylochromis och familjen Cichlidae. IUCN kategoriserar arten globalt som livskraftig. Inga underarter finns listade i Catalogue of Life.